# Рём, Отто
Отто Фредерик Рём (англ. Otto Frederick Roehm; 2 августа 1882, Гамильтон, Канада — 1 мая 1958, Буффало, США) — американский борец, чемпион летних Олимпийских игр 1904.
На Олимпиаде 1904 года в Сент-Луисе Рём соревновался в категориях до 65,8 кг и до 71,7 кг. В первой дисциплине он выиграл золотую медаль, выиграв в финале у Рудольфа Тесинга. Во второй, он проиграл Уильяму Бекмену в полуфинале и не выиграл награды.